# Abwaemirin
 (septembre 2018).
Abu Omreen est une famille de Banu Hashim de la tribu Quraish. C'est la deuxième classe du Banu Hashim qui a gouverné la Mecque au Ve siècle après sa généralité, le Mosawiien (première classe) tel que le gouvernement de La Mecque et le Hijaz 4 couches de Banu Hashim. Et ils vivent aujourd'hui à La Mecque, Médine et Tihamah Al Hijaz.

## Descente
Il est attribué au pourcentage d'Abou Omreen à Fakhr bin Mahdi bin Mohammed ben Hassan bin Ezz al-Din bin Ibrahim bin Mohammed bin Yahya bin Fakhir bin Mohammed bin Qasim bin Mahdi bin Qasim bin Barka bin Qasim bin Mohammed bin Hamza bin Qasim bin (Abu Omreen) Abdullah ben Abou Tayeb Daoud Ben Abdel Rahman Ibn Abi al-Fatik Abdallah Bin Dawood Ben Sulaiman Ben Abdullah Al-Reza Ben Musa Al-Jun Ibn Abdullah Al-Mahdah Ben Al-Hassan Al-Muthanna Sabt Ibn Al-Mu'minin Al-Mu'minin Ali Bin Abi Talib.

## Décision sur la Mecque et le Hijaz
Ils ont gouverné La Mecque au début du Ve siècle, et ont emmené l'émirat de la Mecque, le grand-père Sharif Abu Tayeb Daoud Ben Abdel Rahman Ben Abi Fatik Abdullah ibn Dawood Ben Suleiman et l'an 403 AH / 1012 AD puis Hamza bin Whhas bin Abu Tayeb Daoud bin Abdul Rahman Ben Abi Fatik Abdul Allah, l'année 451 AH. Où leur grand-père régnait om abu omreen Abdullah ben Abou Tayeb Daoud bin Abdul Rahman bin Abi Fatik, en l'an 1050.